# Leo Refalo
Leo Refalo (24 novembre 1966) è un ex calciatore maltese, di ruolo attaccante.

## Carriera

### Club
Ha giocato per undici stagioni consecutive nella prima divisione maltese, della quale nel campionato 1982-183 è anche stato capocannoniere.

### Nazionale
Ha collezionato una presenza con la nazionale maltese.

## Statistiche

### Cronologia presenze e reti in nazionale
| Cronologia completa delle presenze e delle reti in nazionale ― Malta | Cronologia completa delle presenze e delle reti in nazionale ― Malta | Cronologia completa delle presenze e delle reti in nazionale ― Malta | Cronologia completa delle presenze e delle reti in nazionale ― Malta | Cronologia completa delle presenze e delle reti in nazionale ― Malta | Cronologia completa delle presenze e delle reti in nazionale ― Malta | Cronologia completa delle presenze e delle reti in nazionale ― Malta | Cronologia completa delle presenze e delle reti in nazionale ― Malta |
| Data                                                                 | Città                                                                | In casa                                                              | Risultato                                                            | Ospiti                                                               | Competizione                                                         | Reti                                                                 | Note                                                                 |
| -------------------------------------------------------------------- | -------------------------------------------------------------------- | -------------------------------------------------------------------- | -------------------------------------------------------------------- | -------------------------------------------------------------------- | -------------------------------------------------------------------- | -------------------------------------------------------------------- | -------------------------------------------------------------------- |
| 1-6-1988                                                             | Attard                                                               | Malta                                                                | 2 – 3                                                                | Galles                                                               | Amichevole                                                           | -                                                                    |                                                                      |
| Totale                                                               |                                                                      | Presenze                                                             | 1                                                                    |                                                                      | Reti                                                                 | 0                                                                    |                                                                      |

## Palmarès

### Club

#### Competizioni nazionali
- Campionato maltese: 3

Hamrun Spartans: 1986-1987, 1987-1988
Valletta: 1991-1992
- Coppa di Malta: 4

Hamrun Spartans: 1983-1984, 1986-1987, 1987-1988, 1988-1989
- Supercoppa di Malta: 3

Hamrun Spartans: 1986, 1987, 1988